# Alexis Shifflett
Alexis Shifflett-Patterson, née le 12 mai 1993 à Owatonna, est une joueuse américaine de volley-ball assis. Elle est triple championne paralympique.

## Biographie
Alexis Shifflett est née avec une hémimélie fibulaire, sans os à la cheville droite. Cette malformation a nécessité une amputation de son pied à l'âge de neuf mois. Elle pratique le softball et le volley-ball pendant ses quatre années au lycée, étant même capitaine de son équipe de volley lors de sa dernière année. Elle découvre le volley-ball assis à 15 ans, et connait sa première sélection avec l'équipe des États-Unis à 16 ans.
Elle représente les États-Unis aux Jeux parapanaméricains de 2015, où elle remporte la médaille d'or. Elle a remporté deux médailles d'argent aux championnats du monde en 2014 et 2018, et une médaille de bronze en 2022.
Elle participe pour la première fois aux Jeux paralympiques en 2016 à Rio, où l'équipe des États-Unis remporte son premier titre paralympique. Elle conserve son titre à Tokyo en 2021 puis à Paris en 2024.

## Palmarès
- Jeux paralympiques
  -  Médaille d'or à Paris en 2024
  -  Médaille d'or à Tokyo en 2021
  -  Médaille d'or à Rio en 2016
- Championnats du monde
  -  Médaille de bronze aux championnat du monde de paravolley à Sarajevo en 2022
  -  Médaille d'argent aux championnat du monde de paravolley Arnhem en 2018
  -  Médaille d'argent aux championnat du monde de paravolley à Elblag en 2014
- Jeux parapanaméricains
  -  Médaille d'or à Lima en 2019
  -  Médaille d'or à Toronto en 2015